# Taille de prises
La taille des prises est, en escalade, l'action de tailler le rocher pour rajouter ou supprimer une prise de main ou de pied. Plus largement, la taille de prise recouvre aussi le renforcement de prise avec du Sika ou sikatage voire la pose de prise artificielle.
Alors que la taille de prise était à la mode dans les années 1980, elle est considérée maintenant comme anti-naturelle et comme une erreur,.  Le COSIROC a remarqué un retour de cette pratique depuis 2001 et la condamne.
Sur de nombreux sites, il est actuellement interdit de tailler des prises,. Sur les blocs de Bleau, une augmentation de suspicions de prises taillées a poussé à une prise de conscience générale menant à la diffusion d'affiches Stop au taillage (No Chipping en anglais) en décembre 2006, repris d'ailleurs dans le journal Le Parisien. 
Sur d'autres sites, notamment des sites artificiels comme des viaducs, la taille de prises a été obligatoire pour permettre l'escalade.
En dry-tooling, par contre, la taille de prise est systématique.

## Controverses
De nombreuses controverses existent sur la taille de prises sur une voie existante. En effet, modifier une voie qui a déjà été parcourue en rajoutant ou supprimant des prises modifie la difficulté de la voie.